# 永井谷ジャンクション
永井谷ジャンクション（ながいだにジャンクション）は、兵庫県神戸市西区伊川谷町井吹にある第二神明道路北線と阪神高速道路7号北神戸線との分岐である。
阪神高速道路7号北神戸線の北方面と第二神明道路北線の連絡は不可なハーフJCTである。
阪神高速道路7号北神戸線の南側区間は伊川谷JCTを介して第二神明道路に接続するための区間であるので、実質的には第二神明道路北線と第二神明道路とを接続するJCTである。
阪神高速道路7号北神戸線には永井谷出入口（ながいだにでいりぐち）が併設されている。北方面からの出口と北方面への入り口しかないハーフICとなっている。

神戸西バイパス2期計画では永井谷IC（仮称）が併設される予定である。

## IC番号
- 阪神高速道路7号北神戸線永井谷出入口（7-02）

## 道路
- E94 第二神明道路北線
- 阪神高速道路7号北神戸線（は伊川谷JCTを経由して第二神明道路へ接続するために一部通過するだけで、この区間の阪神高速道路の料金はかからない）

## 料金所

### 永井谷料金所
- ブース数：2
  - ETC専用：1
  - ETC/一般：1

## 周辺
- 西神ニュータウン
- 西神南ニュータウン

## 隣
E94 第二神明道路北線
(11) 学園南IC - (12) 長坂IC - 永井谷JCT - 永井谷IC（予定）
阪神高速道路7号北神戸線
(7-01) 伊川谷JCT/出入口 - (7-02) 永井谷JCT/出入口 - (7-03) 前開出入口 - 前開PA - (7-04) 前開出入口